# Kínai frankolin
A kínai frankolin (Francolinus pintadeanus) a madarak osztályának tyúkalakúak (Galliformes) rendjébe és a fácánfélék (Phasianidae) családjába tartozó faj.

## Előfordulása
India, a Fülöp-szigetek, Kambodzsa, Kína, Laosz, Mianmar, Thaiföld és Vietnám területén honos. A természetes élőhelye a bozótosok és erdők nyíltabb részei.
Betelepítették Mauritius, Madagaszkár, az Amerikai Egyesült Államok, Chile és Argentína területére is.

## Alfajai
- Francolinus pintadeanus phayrei (Blyth, 1843)
- Francolinus pintadeanus pintadeanus (Scopoli, 1786)

## Külső hivatkozások
- Képek az interneten a fajról
- Internet Bird Collection - videók a fajról